# Lait et Charbon
Lait et Charbon (titre original : Milch und Kohle) est un roman de Ralf Rothmann dont l'édition originale est parue en 2000 en Allemagne, publiée par les éditions Suhrkamp Verlag. 

## Résumé
L'histoire se déroule dans les années 1960, dans la région de la Ruhr. Elle relate l'enfance de Simon, adolescent de 15 ans, enfant d'un père mineur, et son amitié avec Pavel, jeune mineur et fils de mineur.

## Traduction française
Le livre a été traduit par Éric Dortu et publié en 2008 par les Éditions de Corlevour •  (ISBN 978-2-91601-025-0)